# Josef Lapid
Yosef eller Josef "Tommy" Lapid, född 27 december 1931 i Novi Sad, Jugoslavien, död 1 juni 2008 i Tel Aviv, var en israelisk journalist, fristående samhällsdebattör samt tidigare justitieminister och vice premiärminister. 
Lapid var vid sin död föreståndare för förintelsemuseet Yad Vashem.